# 말리군
말리군(프랑스어: Forces armées maliennes)은 말리의 군대이며, 육군, 공군 및 국가 헌병대로 구성되어 있다. 그들은 약 7,000명이며 국군 및 보훈 장관의 통제를 받고 있다. 2005년 1월 현재 미국 의회도서관은 "군은 급여가 적고, 장비가 열악하며, 합리화가 필요하고, 그 조직은 1992년 정부와 투아레그 반군 사이의 합의에 따라 투아레그 비정규군을 정규군에 통합하는 데 어려움을 겪고 있다"라고 말했다.
2009년 IISS 군사 균형에는 육군 7,350명, 공군 400명, 해군 50명의 군인이 이름을 올렸다. 헌병대와 (내무부 산하) 지역 경찰은 내부 보안을 유지한다. IISS는 준군사력을 헌병대(8개 중대)에는 1,800명, 공화당 근위대에는 2,000명, 경찰 1,000명으로 나열했다. 소수의 말리인들은 미국, 프랑스, 독일에서 군사 훈련을 받는다.
군사비 지출은 국가 예산의 약 13%를 차지한다. 말리는 서아프리카 및 중앙아프리카 평화유지군에 적극 기여하고 있으며, 미국 의회도서관은 2004년 말리가 콩고 민주 공화국 (MONUSCO, 27명 옵서버 포함 28명), 라이베리아 (UNMIL, 4명 옵서버 포함 252명), 시에라리온 (3명 옵서버)에서 유엔 작전에 참여하고 있다고 밝혔다.

## 역사
말리군은 처음에 프랑스군의 말리 징집 퇴역 군인들과 자원봉사자들에 의해 만들어졌다. 말리군이 형성되기 전 몇 달 동안, 프랑스군은 말리에 있는 그들의 기지에서 철수했다.

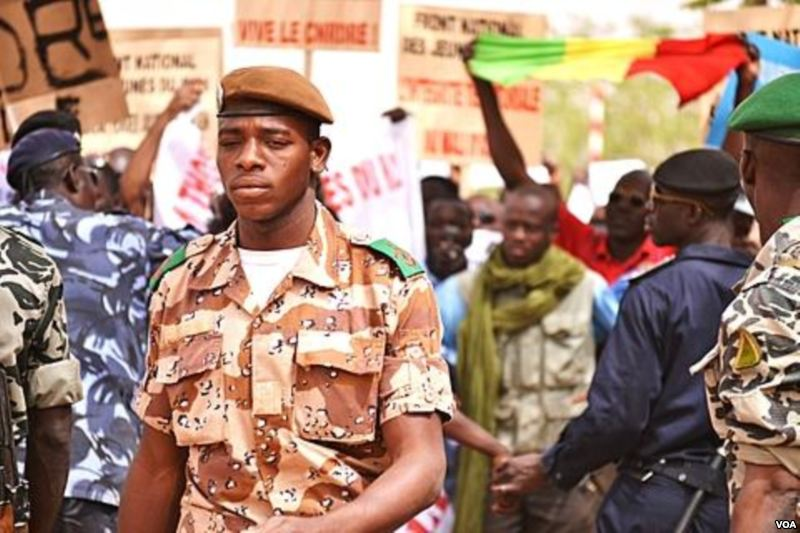
바마코 공항에서 한 주방위군 병사가 시위자들 옆을 지나가고 있다.

폐쇄된 마지막 기지로는 1961년 6월 8일 카티 기지, 1961년 7월 8일 테살리트 기지, 1961년 8월 2일 가오 기지, 1961년 9월 5일 바마코 기지 162 기지가 있다.
60년대와 70년대에 말리의 육군과 공군은 재료와 훈련을 주로 소련에 의존했다.
1968년 11월 19일, 젊은 말리 장교들의 집단이 무혈 쿠데타를 일으켰고 무사 트라오레 중위를 대통령으로 하는 14명의 군사 정권을 세웠다. 군사 지도자들은 경제 개혁을 추구하려고 시도했지만, 몇 년 동안 쇠약해지는 내부 정치 투쟁과 처참한 사헬 가뭄에 직면했다. 1974년에 승인된 새로운 헌법은 일당제 국가를 만들었고 말리를 시민 통치로 나아가게 하기 위해 고안되었다. 군사 지도자들은 여전히 권력을 유지했다.
1979년 6월에 단일 정당 대통령 선거와 입법 선거가 실시되었고, 무사 트라오레 장군이 99%의 득표율을 얻었다. 단일 정당 정부를 공고히 하기 위한 그의 노력은 1980년 학생 주도의 반정부 시위와 세 번의 쿠데타 시도에 의해 도전을 받았다. 트라오레 정부는 1970년대와 1980년대 내내 통치했다. 4일간의 극심한 반정부 폭동 이후 1991년 3월 26일, 후속 대통령 아마두 투마니 투레가 이끄는 17명의 군 장교 그룹이 트라오레 대통령을 체포하고 헌법을 정지했다. 그들은 민간인 중심의 임시 통치 기구를 구성하고 민주적 선거로 이어지는 과정을 시작했다.
투아레그 반란은 1990년 투아레그 분리주의자들이 가오 주변의 정부 건물들을 공격하면서 시작되었다. 군대에서의 투아레그 기회의 부재가 주요 불만이었던 전면적인 반란으로 이어졌다. 갈등은 1992년 알파 우마르 코나레가 새로운 정부를 구성하고 배상을 한 후 잦아들었다. 또한 말리는 키달주라는 새로운 자치 지역을 만들었고, 투아레그가 말리 사회에 더 많이 통합되도록 제공했다. 1994년, 리비아에 의해 훈련되고 무장되었다고 알려진 투아레그는 가오를 공격했고, 이것은 다시 주요 말리 군대의 보복으로 이어졌고 투아레그와 싸우기 위한 간다 코이 송가이족 민병대를 만들었다. 말리는 사실상 내전에 빠졌다.
2008년 6월 현재, 부바카르 토골라 대령, 왈리 시소코 대령, 다우다 소고바 중령, 아다마 뎀벨레 중령이 복무 중이었다.
말리군은 2012년 초 투아레그 분리주의자들과 이슬람 반군과의 전쟁 중 크게 붕괴되었다. 2012년 초 4개월도 채 되지 않은 기간 동안 말리군은 옛 말리 영토의 60% 이상을 점령한 반군에게 패배하여 군대의 모든 진영과 진지를 점령하고 수백 명의 말리 군인들을 붙잡아 살해했으며, 나머지 100명은 탈영 또는 망명했다.
반란군의 진격 이후, 2012년 3월 22일 바마코 인근의 카티 수용소의 한 무리의 군인들이 쿠데타를 일으켜 말리의 대통령 아마두 투마니 투레를 전복시켰다. 군사정권이 권력을 장악한 후, 그들은 4월 30일 붉은 베레 정예 부대의 충성파들에 의한 반쿠데타를 성공적으로 물리쳤다.
말리군은 프랑스군에 의해 재건되었고, 이제 대테러 작전을 수행할 수 있다. 2020년 2월, 군대는 최대 200명의 말리군이 북부 도시 키달에 도착했다고 말했다. 이것은 2014년 이후 군대를 쫓아낸 투아레그 분리주의 반군 때문에 군대가 이 지역에 배치된 첫 번째 사례였다.
2020년 쿠데타 이후, 군대는 튀르키예군으로부터 장비를 받았다.

## 조직

### 육군
인력은 2년의 선택적 징병제에 의해 제공된다. 제인의 세계 군대에 따르면 말리에는 분명히 6개의 군 지역이 있다. 제1 군 지역과 제13 연합 무기 연대는 가오에 있을 것이다. 제3 군 지역은 카티에 있는 것으로 보인다. 제4 군 지역은 케스에 있고 제5 군 지역은 팀북투에 있다.
말리는 2010년에 알제리 남부의 타만라세트에 기반을 두고 합동 군사 참모 위원회를 만든 네 개의 사하라 국가 중 하나이다. 알제리, 모리타니, 니제르, 그리고 말리가 참가할 예정이었다.

### 공군
말리 공군은 1961년 프랑스가 지원한 군사 원조로 창설됐다. 여기에는 MH.1521 브루사드 유틸리티 모노플레인이 포함됐으며 1962년부터 안토노프 AN-2 콜트 복엽기 4대와 Mi-4 경헬기 4대로 소련의 원조를 받기 시작할 때까지 C-47 수송기 2대가 포함됐다. MiG 제트기를 운영했지만 현재 화물 항공기, 경공격기, 헬리콥터 등을 갖추고 있다.

## 장비
역사적으로 1970년대와 1980년대에 소련 군사 원조의 주요 수혜자였던 잦은 무기 전달은 말리를 서아프리카에서 가장 강력한 군대 중 하나로 만들었고 전용 탱크 구축함, S-125 SAM 시스템, MiG-21bis 제트 전투기와 같은 첨단 장비를 운용했다.